# Carl Christian Nicolaj Balle
 Der er for få eller ingen kildehenvisninger i denne artikel, hvilket er et problem. Du kan hjælpe ved at angive troværdige kilder til de påstande, som fremføres i artiklen.

Carl Christian Nicolaj Balle (født 25. december 1805 i København, død 3. marts 1855 i Nebsager) var præst i Thyregod-Vester Sogn (1836-1845), Vesterbølle-Østerbølle Sogn (1845-54) og Nebsager-Bjerre Sogn (1854-1855). Derudover var han salmekomponist og udgav et par salmesamlinger, "Udvalg af Psalme-Melodierne efter Zincks Choralbog" (1836) og "Psalmer til Huusbrug" (1856). 
Han blev døbt fastelavnssøndag 16. februar 1806 på Almindelig Hospital, , hvilket mange steder har givet anledning til fejlagtig angivelse af fødselsåret. 
Hans forældre var præst Johannes Nicolaj Balle og Magdalene Balle, født Petersen. De flyttede i forbindelse med faderens præsteembede til Urlev ved Horsens, da C. Balle var ca. 1 år gammel. C. Balle blev student fra Horsens Latinskole 1824, uddannede sig til teolog i København 1828 og vendte tilbage til Horsens som lærer ved Horsens Latinskole fra 1830 til 1836. I samme periode - fra 1834 til 1836 - var han medredaktør på Skanderborg Amtsavis og Avertissements Tidende (Horsens Avis).
Han blev i 1833 gift med Ane Elisabeth Worm (1808-1871) med hvem han i perioden 1833-1848 fik 11 børn.
Af Carl Christian Nicolaj Balles omkring 15 salmer (han underskrev sig "C. Balle") kendes Det kimer nu til julefest (1850), Ak vidste du som går i syndens lænke (1850), Et lidet barn så lysteligt, Lyslevende fra himmerig og I denne søde juletid (alle tre med samme melodi, 1855), Var I ikke galilæer (ukendt årstal), Der var engang en vinternat (ukendt årstal) og Herren han har besøgt sit folk (1850). 
Carl Christian Nicolaj Balle kan ifølge en familiefortælling også have komponeret den kendte melodi til Dejlig er den himmel blå, men det er ikke dokumenteret. 
Hans oldebarn skrev i 1961 en kronik om dette i Horsens Folkeblad. Heri hævdede han, at Balles ældste datter Magdalene skulle have fortalt sine børn og børnebørn, at hendes far havde komponeret melodien, men ikke havde ønsket sit navn frem af veneration for sin læremester C.E.F. Weyse, som han sin tid i København havde modtaget undervisning af. Weyse komponerede selv en melodi til Grundtvig-salmen i 1837.